# Manuel Antonio Barrios
Manuel Antonio Barrios (Panamá, 21 de septiembre de 1974) es un ex lanzador derecho panameño de las Grandes Ligas de Béisbol. 

## Carrera
Jugó en las Grandes Ligas de Béisbol para Los Ángeles Dodgers, Houston Astros y Florida Marlins.Lanzó en cinco juegos durante las temporadas de 1997 y 1998.